# Zawój (Ukraina)
Zawój (ukr. Завій) – wieś na Ukrainie, w  obwodzie iwanofrankiwskim, w rejonie kałuskim.